# Valeri Rubintxik
Valeri Davidovitx Rubintxik (rus: Вале́рий Дави́дович Руби́нчик, belarús: Валерый Давідавіч Рубінчык; Minsk, 17 d'abril de 1940 — Moscou, 2 de març de 2011) va ser un director de cinema i guionista soviètic, belarús i rus.

## Biografia
El seu pare, David Isaakovitx Rubintxik, era director de l'orquestra d'Eddie Rosner, aleshores director del Teatre Rus de Minsk; la seva mare, Maria Abramovna, treballava com a enginyera. Des de petit, coneixia el teatre i la vida teatral, Valeri va triar deliberadament la professió de director.
Es va graduar tres cursos a l'Acadèmia Estatal de les Arts de Belarús a Minsk (1962). Va entrar a la facultat de direcció de VGIK.
A partir de 1969 va ser el director de l'estudi Belarusfilm. Després de les primeres pel·lícules fetes, el dret de filmar Poslednie leto detstva es va obtenir gairebé per accident després de la prematura mort del director Nikolai Kalinin. Va ser el director artístic de l'estudi de cinema. Des de 1990 va treballar a Mosfilm.
Va ensenyar a VGIK, l'Institut d'Art Contemporani de Moscou, als Cursos Superiors de Direcció, a l'Institut de Recapacitació i Formació Avançada de Treballadors de la Cinematografia de tota Rússia. Entre els seus estudiants hi havia Dilia Kurbatova, Vadim Sokolovski, Anna Melikian, Natalia Penkova, Aleksei Sidorov, els actors Ksenia Katxalina, Dmitri Roixtxin, Elena Korikova.

## Vida personal
Estava casat amb l'actriu Valentina Xendrikova (Cordelia a Korol Lir (el rei Lear)). Van tenir una filla, Marianna (nascuda el 1974).

## Mort
Va morir el 2011 i fou enterrat al cementiri de Vostriakovskòie.

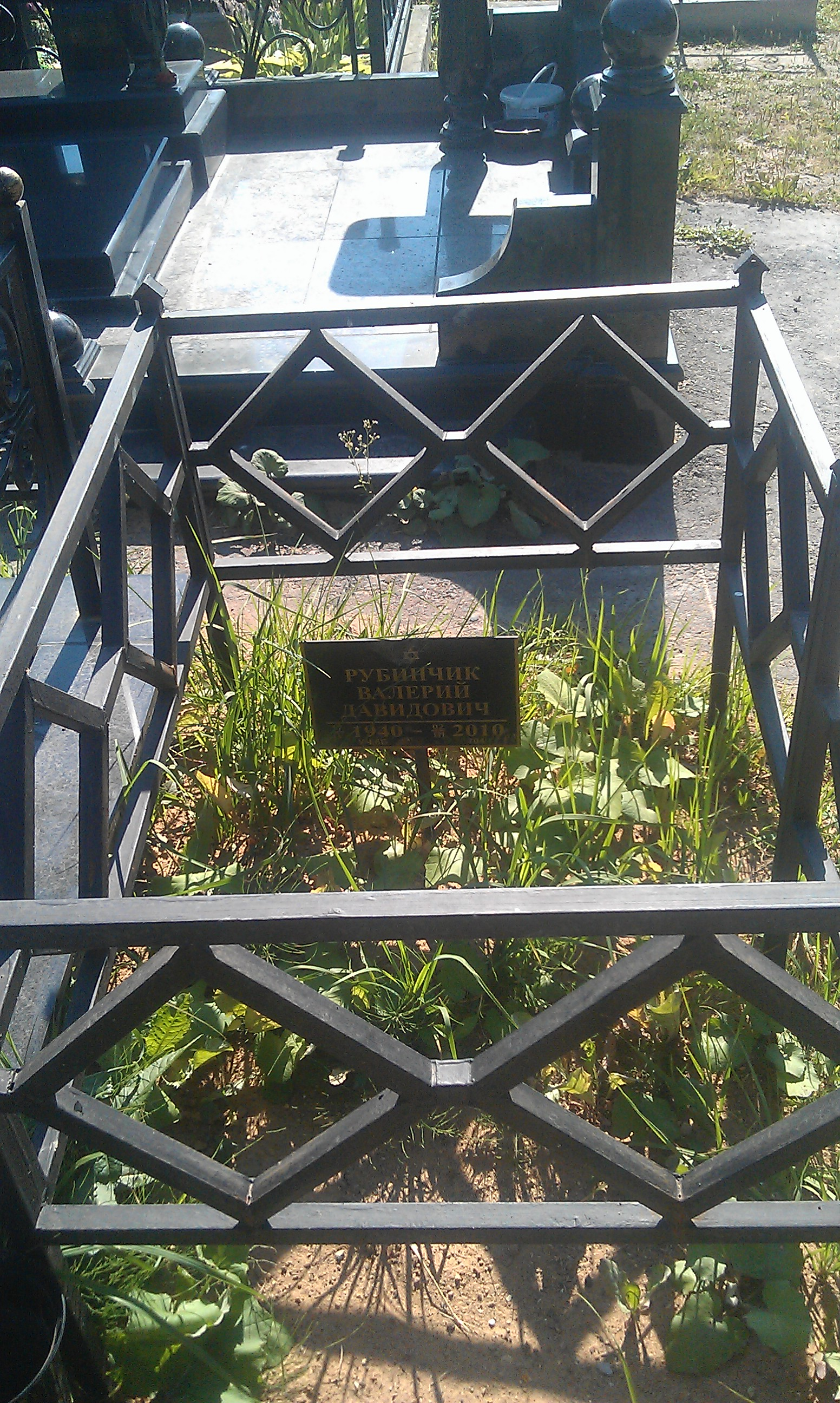
Rubinchik's tomb

## Rubinchik sobre Rubinchik
Ho sento per moltes coses. En primer lloc, vaig tenir llargues pauses entre les pel·lícules. Ho explico escollint un tema, un guió durant massa temps. Lamento no haver fet una pel·lícula sobre la meva infància de postguerra, la meva estimada Minsk. El poc que funcionava al teatre. De vegades em sap greu no haver-me convertit en actor. Al VGIK, era conegut com un actor capaç i, per tant, em van convidar a totes les actuacions de postgrau de la facultat d'actuació, a totes les paròdies.

## Filmografia
Cinema
- 1968 : Txestoïé leto
- 1971 : Moguila lva
- 1976 : Venok sonetov
- 1979 : Dikaïa okhota korolia Stakha, Corbeau d'or en 1983
- 1985 : Kultpokhod v teatr
- 1987 : Otstupnik
- 1989 : Komedia o Lissistraté
- 1991 : Neliúbov
- 1995 : Peïzaj s tremia kupaltxixtsami
- 2002 : Kino pro kino
- 2006 : Nankinski peïzaj

Televisió
- 1969 : Krasni aguitator Trofim Glutxkov
- 1974 : Poslednieïé leto detstva
- 1975 : Gamlet Txixigrovskogo uezda
- 1983 : Komitxeski liubovnik, ili Liubovnié zateï sera Djona Falstafa

## Premis
- Artista honorat de la Federació de Rússia (1998)[9]
- XXI Festival Internacional de Cinema Fantàstic de Sitges - Millor actor i millor fotografia (Otstupnik)
- Festival Internacional de Cinema Fantàstic de Brussel·les — Corbeau d'Or (Dikaia okhota korolia Stakha)
- Festival Internacional de Cinema de Montreal — Premi del jurat (Dikaia okhota korolia Stakha)
- Mystfest — Millor pel·lícula (Dikaia okhota korolia Stakha)
- 28è Festival Internacional de Cinema de Moscou (2006) — Premi de la Federació de Clubs de Cinema de Rússia (Nankinski peizaj)